# Petar Krešimir IV de Croatie
 (novembre 2024).
Si vous disposez d'ouvrages ou d'articles de référence ou si vous connaissez des sites web de qualité traitant du thème abordé ici, merci de compléter l'article en donnant les références utiles à sa vérifiabilité et en les liant à la section « Notes et références ».
Petar Krešimir IV, dit « le Grand » (en croate : Petar Krešimir IV. Veliki), mort en 1074, de la famille Trpimirović, est roi de Croatie de 1058 jusqu'à sa mort. Sous son règne, l'État croate médiéval atteint sa plus grande extension territoriale. Il réside à la cour de Nin et de Biograd.

## Biographie
Il est le fils et successeur d'Étienne Ier (mort en 1058), roi de Croatie depuis 1030. Au cours des luttes qui ont succédé au schisme de 1054, le nouveau roi et la haute noblesse de Croatie soutiennent le pape Nicolas II. L'Église de Croatie est ainsi réformée au sens du rite romain. Néanmoins, les propriétaires et le clergé se sentent proches du rite byzantin ; il y a des messes célébrées dans le slave et l'alphabet glagolitique. En 1063, un synode confirme le choix du latin à l'instigation du Saint-Siège ; des ecclésiastiques rebelles sont excommuniés pour hérésie.

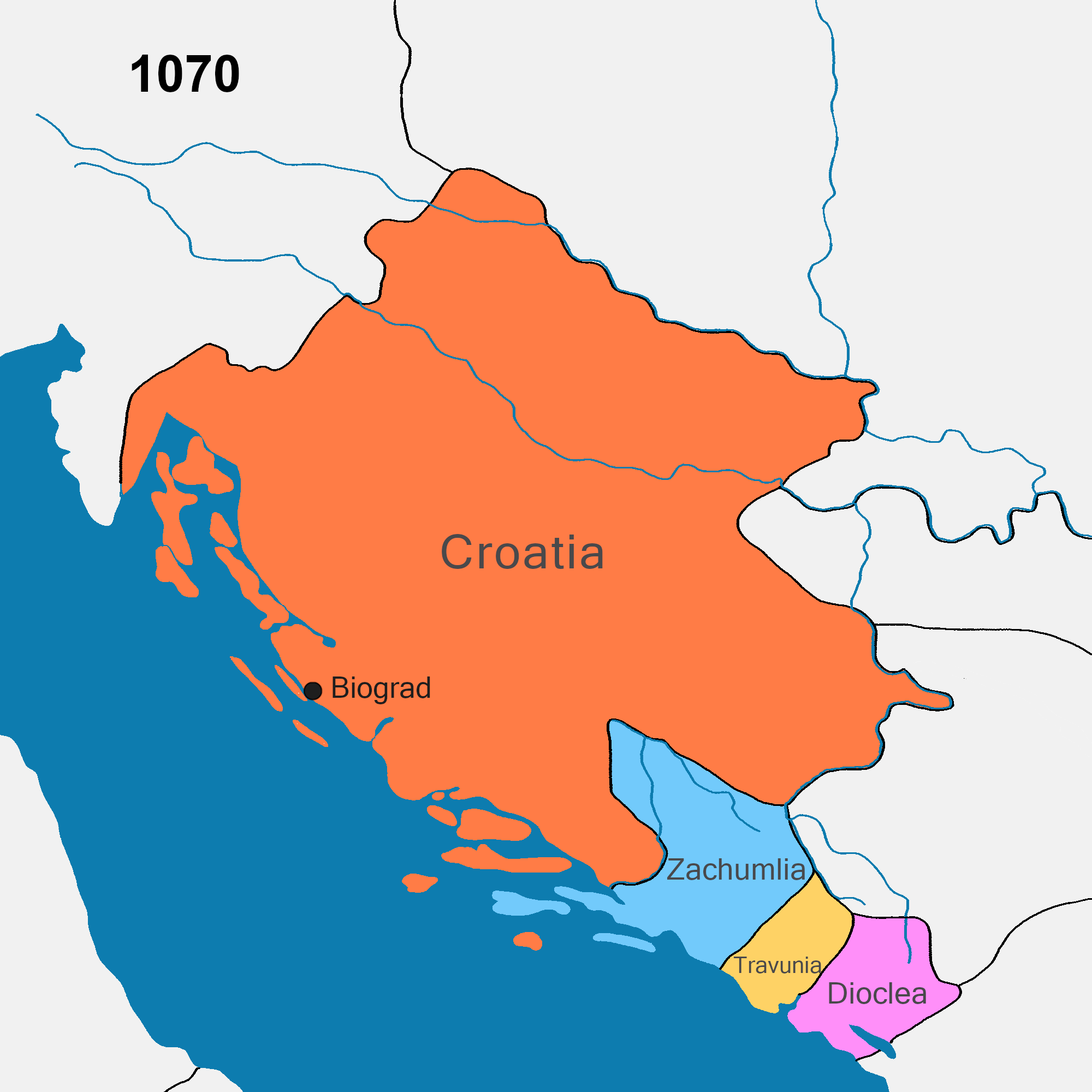
Carte de la Croatie en 1070.

Petar Krešimir obtient de l'Empire byzantin d'être reconnu comme le souverain officiel des cités dalmates. Il nomme son cousin Dmitar Zvonimir ban de Slavonie. Il peut étendre son influence de la Paganie le long de la côte Adriatique à la Zachlumie, la Travonie et la Dioclée, ainsi qu'à la Bosnie dans l'est. À ce temps, le royaume de Croatie s'étend de la baie de Kvarner jusqu'à la rivière Drina. 
Cependant, en 1072 Krešimir aide la révolte des Bulgares et des Serbes contre Byzance, après quoi l'Empire byzantin riposte en 1074 en envoyant le duc normand Amicus assiéger Rab. Ils ne prennent pas l'île, mais réussissent à capturer le roi, et les Croates sont contraints d'abandonner Split, Trogir, Biograd, Nin et Zadar aux Normands. En 1075, les Vénitiens bannissent les Normands et gardent la cité pour eux.
Le roi meurt sans descendants mâles et Dmitar Zvonimir est désigné comme successeur.